# アルバート・タイラー
アルバート・タイラー（Albert Clinton Tyler、1872年1月4日 - 1945年7月25日）は、アメリカ合衆国の陸上競技選手。1896年アテネオリンピックの銀メダリストである。

## 経歴
タイラーは、1896年の近代オリンピック最初の大会であるアテネオリンピックに、プリンストン大学から派遣された4人の選手の一人である。
タイラーは、5人が出場した棒高跳に出場。もう一人のアメリカ選手のウェルス・ホイトとともに、アメリカ国内では決してエリート選手というわけではなかった。タイラーは同年の米国選手権にもエントリーしていない選手であった。しかしタイラーは、ほかの国の選手を圧倒し、3.20mで、ホイトに次いで2位となった。3.20mはこの年の米国選手権の優勝記録を3cm超える記録であった。
タイラーのこの後の選手としての記録は明らかでない。学生の大会で勝利したこともなく。1900年パリオリンピックに出場することもなかった。